# Ljubljeva
Ljubljeva je naselje u općini Marina u Splitsko-dalmatinskoj županiji u  Hrvatskoj.

## Povijest
Do teritorijalnog preustroja Hrvatske Ljubljeva je bila u sastavu stare općine Trogir. Kao samostalno naselje javlja se od popisa stanovništva 2021. godine, odvajanjem od naselja Vinišće.

## Stanovništvo
Na popisu 2021. godine Ljubljeva je imala 33 stanovnika.
| broj stanovnika | 33    |
|                 | 2021. |